# Czystopilla (obwód chersoński)
Czystopilla (ukr. Чистопілля) – wieś na Ukrainie, w obwodzie chersońskim, w rejonie kachowskim, w hromadzie Werchnij Rohaczyk. W 2001 liczyła 529 mieszkańców.